# I liga polska w koszykówce mężczyzn (1981/1982)
Polska Liga Koszykówki 1981/1982 – 48. edycja najwyższej klasy rozgrywkowej w męskiej koszykówce w Polsce. Obrońcą tytułu mistrza Polski był Śląsk Wrocław, który zwyciężył w rozgrywkach Polskiej Ligi Koszykówki w sezonie 1980/1981. W rozgrywkach wystąpiło w sumie 10 zespołów.

## Runda zasadnicza
awans do Grupy Silniejszej
     awans do Grupy Słabszej
| Lp. | Drużyna            | M  | Mecze | Mecze | Punkty | Punkty | Punkty | Punkty   | Pkt |
| Lp. | Drużyna            | M  | W     | P     | +      | -      | +/-    | Stosunek | Pkt |
| --- | ------------------ | -- | ----- | ----- | ------ | ------ | ------ | -------- | --- |
| 1.  | Zagłębie Sosnowiec | 18 | 13    | 5     | 1503   | 1408   | +95    | 1,0675   | 31  |
| 2.  | Lech Poznań        | 18 | 12    | 6     | 1701   | 1566   | +135   | 1,0862   | 30  |
| 3.  | Górnik Wałbrzych   | 18 | 12    | 6     | 1616   | 1495   | +121   | 1,0809   | 30  |
| 4.  | Śląsk Wrocław      | 18 | 12    | 6     | 1650   | 1565   | +85    | 1,0543   | 30  |
| 5.  | Wisła Kraków       | 18 | 11    | 7     | 1590   | 1579   | +11    | 1,0070   | 29  |
| 6.  | Gwardia Wrocław    | 18 | 7     | 11    | 1476   | 1531   | -55    | 0,9641   | 25  |
| 7.  | Stal Bobrek Bytom  | 18 | 9     | 9     | 1411   | 1411   | 0      | 1,0000   | 27  |
| 8.  | Legia Warszawa     | 18 | 7     | 11    | 1537   | 1587   | -50    | 0,9685   | 25  |
| 9.  | Wybrzeże Gdańsk    | 18 | 4     | 14    | 1481   | 1661   | -200   | 0,8810   | 22  |
| 10. | Resovia Rzeszów    | 18 | 3     | 15    | 1366   | 1508   | -142   | 0,9058   | 21  |

### Grupa silniejsza
| Lp. | Drużyna            | M  | Mecze | Mecze | Punkty | Punkty | Punkty | Punkty   | Pkt |
| Lp. | Drużyna            | M  | W     | P     | +      | -      | +/-    | Stosunek | Pkt |
| --- | ------------------ | -- | ----- | ----- | ------ | ------ | ------ | -------- | --- |
| 1.  | Górnik Wałbrzych   | 26 | 17    | 9     | 2344   | 2166   | +178   | 1,0822   | 43  |
| 2.  | Lech Poznań        | 26 | 17    | 9     | 2433   | 2275   | +158   | 1,0702   | 43  |
| 3.  | Śląsk Wrocław      | 26 | 17    | 9     | 2394   | 2229   | +165   | 1,0740   | 43  |
| 4.  | Zagłębie Sosnowiec | 26 | 16    | 10    | 2169   | 2114   | +55    | 1,0260   | 42  |
| 5.  | Wisła Kraków       | 26 | 13    | 13    | 2306   | 2419   | -113   | 0,9541   | 39  |

### Grupa słabsza
spadek do I ligi
| Lp. | Drużyna           | M  | Mecze | Mecze | Punkty | Punkty | Punkty | Punkty   | Pkt |
| Lp. | Drużyna           | M  | W     | P     | +      | -      | +/-    | Stosunek | Pkt |
| --- | ----------------- | -- | ----- | ----- | ------ | ------ | ------ | -------- | --- |
| 6   | Gwardia Wrocław   | 26 | 15    | 11    | 2219   | 2211   | +18    | 1,0036   | 41  |
| 7.  | Stal Bobrek Bytom | 26 | 15    | 11    | 2087   | 2055   | +32    | 1,0156   | 41  |
| 8.  | Legia Warszawa    | 26 | 10    | 16    | 2202   | 2258   | -56    | 0,9748   | 36  |
| 9.  | Wybrzeże Gdańsk   | 26 | 6     | 20    | 2163   | 2404   | -241   | 0,9000   | 32  |
| 10. | Resovia Rzeszów   | 26 | 4     | 22    | 2016   | 2202   | -186   | 0,9144   | 30  |

Do ligi awansowały: Polonia Warszawa i Pogoń Szczecin.

## Czołówka strzelców
1. Eugeniusz Kijewski (Lech Poznań) - 737
2. Krzysztof Fikiel (Wisła Kraków) - 589
3. Wojciech Zdrodowski (Śląsk Wrocław) - 546
4. Jerzy Binkowski (Gwardia Wrocław) - 534
5. Zbigniew Pyszniak (Stal Bobrek Bytom) - 534
6. Mieczysław Młynarski (Górnik Wałbrzych) - 509
7. Wojciech Rosiński (Wybrzeże Gdańsk) - 497
8. Jan Kwasiborski (Legia Warszawa) - 496
9. Kent Washington (Zagłębie Sosnowiec) - 479
10. Janusz Seweryn (Wisła Kraków) - 450